# Jagüeïta
La jagüeïta és un mineral de la classe dels sulfurs. Rep el seu nom de la localitat de Jagüé, molt a prop de l'assentament El Chire, on va ser descoberta. Originàriament va ser anomenat (en anglès) jaguéite, sent reanomenat l'any 2010 per l'actual jagüéite.

## Característiques
La jagüeïta és un sulfur, un selenur de coure i pal·ladi, de fórmula química Cu₂Pd₃Se₄. És l'anàleg amb coure de la chrisstanleyita. Cristal·litza en el sistema monoclínic. Es troba en forma de grans anèdrics. Es troba també formant agregats d'intercreixements amb la chrisstanleyita, els quals poden mesurar fins a 100 × 20 µm. La seva duresa a l'escala de Mohs és 5.
Segons la classificació de Nickel-Strunz, la jagüeïta pertany a «02.AC: Aliatges de metal·loides amb PGE» juntament amb els següents minerals: UM2004-45-Se:AgHgPd, pal·ladseïta, miassita, UM2000-47-S:CuFePdPt, oosterboschita, chrisstanleyita, keithconnita, vasilita, tel·luropal·ladinita, luberoïta, oulankaïta, telargpalita, temagamita, sopcheïta, laflammeïta i tischendorfita.

## Formació i jaciments
Es troba en filons de selenurs en dipòsits teletermals. Sol trobar-se associada a altres minerals com: umangita, tiemannita, naumannita, klockmannita, or natiu, clausthalita, chrisstanleyita, berzelianita o aguilarita. Va ser descoberta a El Chire, a Los Llantenes (La Rioja, Argentina), i també se n'ha trobat a Copper Hills (Austràlia).